# Christian Perez (darter)
Christian Perez (Koronadal, 17 januari 1982) is een Filipijnse darter die toernooien van de Professional Darts Corporation speelt.

## Carrière
In oktober 2009 bereikte Perez de finale van de Shanghai International Darts Open en verloor met 10-4 van John Part. Later kwalificeerde hij zich voor het PDC World Darts Championship 2010, waar hij de Deense Per Laursen met 4-3 versloeg in de voorronde. In de eerste ronde tegen Robert Thornton won Perez de eerste set, maar verloor uiteindelijk met 3-1.
Perez kwalificeerde zich opnieuw voor het PDC Wereldkampioenschap in 2012 na het verslaan van Bobong Gabiana in de finale van de Filipijnse kwalificatie. Hij won door de voorronde, waar hij Dietmar Burger met 4 legs tegen 0 versloeg, waarmee hij een wedstrijd in de eerste ronde opzette met Alan Tabern, waar op dezelfde dag 3 sets van 1 verloor.
Perez vertegenwoordigde de Filippijnen met Lourence Ilagan in de World Cup of Darts 2012 en samen werden ze in de eerste ronde met 5-3 verslagen door de Verenigde Staten. In december verloor hij in de finale van het Soft Tip World Championship van Takehiro Suzuki uit Japan. Hij zou nog een keer met Ilagan spelen in de World Cup of Darts 2013, maar ze moesten zich terugtrekken vanwege reisproblemen. In oktober won hij het derde Soft Tip Dartslive-evenement in Hongkong door Ilagan in de finale te verslaan. Perez bereikte voor het tweede jaar op rij de finale van de Grand Final, waar Ilagan wraak nam door hem met 4-1 te verslaan.
In september 2014 Perez won de Zuid-Aziatische kwalificatie voor het Wereldkampioenschap 2015 met een 5-2 overwinning op Bryan Eribal. Hij speelde tegen de Spanjaard Cristo Reyes in de voorronde en verloor met 4-0.
In 2023 won Perez voor het eerst een PDC tourkaart op de Britse Q-School, waarmee hij toegang tot het professionele circuit verkreeg voor een periode van twee jaar. Hij was de eerste Filipino die dat lukte. Vanwege visumproblemen kon de Filipijnse darter echter gedurende enkele maanden daarna niet deelnemen aan de Pro Tour. Pas op Players Championship 13, dat plaatsvond op 12 juni, maakte hij zijn entree. Perez behaalde door overwinningen op Rob Cross, Jamie Hughes, Luke Woodhouse en Karel Sedláček meteen de kwartfinale, waarin Connor Scutt te sterk bleek.
Cameron kwam op de World Cup of Darts 2024 uit voor zijn thuisland, samen met Alexis Toylo. In de groepsfase won het duo van de spelers uit Singapore, maar het tweetal uit België was daarin te sterk.

## Resultaten op Wereldkampioenschappen

### PDC
- 2010: Laatste 64 (verloren van Robert Thornton met 1-3 in sets)
- 2012: Laatste 64 (verloren van Alan Tabern met 1-3 in sets)
- 2015: Laatste 72 (voorronde) (verloren van Cristo Reyes met 0-4 in legs)
- 2023: Laatste 96 (verloren van Simon Whitlock met 2-3 in sets)